# ツンデレカルタ
『ツンデレカルタ』とは、有限会社DEARSより販売されたかるた（DEARS-23）。2007年12月29日に先行販売、翌12月30日に一般販売が開始された。

## 概要
「ツンデレ」をテーマにした絵札・読み札・朗読CD（詠み手・釘宮理恵）の3点で1セットになっている。
カード
- 絵札（44枚）
  - 女の子のイラストと、「を」と「ん」を除くひらがな全44文字が描かれたカルタ。
  - カルタのイラストはイラストレーターや作家など総勢25人によって描き起こされた。
- 読み札（44枚）
  - ひらがな全44文字それぞれの音で始まる「ツンデレ的なセリフ」が書かれている。なお、セリフの発案は公募で募集した中から選出されたもの。

CD（1枚）
- 内容は、釘宮理恵がツンデレボイスでカルタを一通り読み上げる声を約10分ほど収録。
- 通常の再生で「あ」 - 「わ」までに順に読み上げ、ランダムで再生するとカルタらしく遊べるようになっている。

## 制作
- 読み手：釘宮理恵
- 企画：ゆめみん（配布のチラシによるとゆめみPと表記）
- 表紙：まっつ（まじ☆ぐら）
- 進行管理：大薮昇
  - 補佐：しょうじ
- 読み札協力：ニセ、ZOZ、kakao、加倫、京都、エガシラ、ぴぴるぴー、他多数
- ブックレット：ADWINS
- 製作・販売：DEARS

## 備考
- テレビの情報番組で紹介されたことがある。
  - フジテレビ『めざましテレビ』（2007年12月19日放送分）。
  - CBC『イッポウ』（2008年2月25日放送分）。
  - フジテレビ『森田一義アワー 笑っていいとも!』水曜日企画“クイズ!メイクダウト”（2008年5月14日放送分）。
  - 日本テレビ『サプライズ』（2009年9月7日放送分）

## 関連商品
- ツンデレ百人一首 - 2008年5月9日発売
- ツンデレカルタ2008 〜日本の夏! ツンデレの夏!〜 - 2008年8月29日発売（8月15日のコミックマーケット74で先行発売）
- ツンデレタロット - 2009年6月12日発売

### 女性向けの関連商品
- ツンデレカルタっ!? B - 2008年12月30日発売
- ツンデレタロットB - 2009年6月12日発売